# Colonia las Martelas
Colonia las Martelas är en ort i Mexiko.   Den ligger i kommunen Taxco de Alarcón och delstaten Guerrero, i den sydöstra delen av landet, 110 km sydväst om huvudstaden Mexico City. Colonia las Martelas ligger 1 688 meter över havet och antalet invånare är 511.
Terrängen runt Colonia las Martelas är kuperad åt sydost, men åt nordväst är den bergig. Runt Colonia las Martelas är det ganska tätbefolkat, med 139 invånare per kvadratkilometer. Närmaste större samhälle är Taxco de Alarcón, 2,2 km sydväst om Colonia las Martelas. I omgivningarna runt Colonia las Martelas växer huvudsakligen savannskog.